# Peter Schöttel
Peter Schöttel (Viena, Austria, 26 de marzo de 1967) es un exfutbolista internacional y actual entrenador austriaco, que se desempeñaba como defensa y que actualmente entrena, en el Rapid Viena de la Bundesliga de Austria. Precisamente en ese club, estuvo toda su carrera como jugador y es considerado como un ídolo, para los hinchas del club de la capital austriaca.

## Clubes

### Como jugador
| Club        | País    | Año       |
| ----------- | ------- | --------- |
| Rapid Viena | Austria | 1986-2002 |

### Como entrenador
| Club               | País    | Año       |
| ------------------ | ------- | --------- |
| SC Wiener Neustadt | Austria | 2009-2011 |
| Rapid Viena        | Austria | 2011-2013 |
| SV Grödig          | Austria | 2015-2016 |
| Austria (Sub-19)   | Austria | 2017      |
| Austria (Sub-21)   | Austria | 2020      |

## Selección nacional
Ha sido internacional con la selección de fútbol de Austria, ha jugado 63 partidos internacionales y no anotó goles. Participó con su selección en la Copa Mundial de Fútbol de 1990 en Italia y en la Copa Mundial de Fútbol de 1998 en Francia. En ambos mundiales, su selección quedó eliminado en la primera fase (fase de grupos).